# Нивнянская волость
Ни́внянская волость — административно-территориальная единица в составе Мглинского (с 1922 – Клинцовского) уезда.
Административный центр — село Нивное.

## История
Волость образована в ходе реформы 1861 года. Являлась самой северной из всех волостей Черниговской губернии.
При упразднении Мглинского уезда (1922) вошла в состав Клинцовского уезда.
В ходе укрупнения волостей, в 1920-е годы к Нивнянской волости была присоединена часть соседней Новодроковской волости (Высокоселищанский, Наростянский и Слищанский сельсоветы), но и после этого волость оставалась наименьшей в Клинцовском уезде по площади и населению.
В 1929 году, с введением районного деления, волость была упразднена, а её территория разделена между Суражским и Мглинским районами Клинцовского округа Западной области.
Ныне вся территория бывшей Нивнянской волости входит в состав Суражского района Брянской области.

## Административное деление
В 1919 году в состав Нивнянской волости входили следующие сельсоветы: Барсуковский, Дегтяревский, Дедовский, Долотнянский, Жастковский, Краснопольский, Кромовский, Крутоярский, Медведовский, Нивнянский, Осинский, Придачский, Струженский, Федоровский.
По состоянию на 1 января 1928 года, Нивнянская волость включала в себя следующие сельсоветы: Высокоселищенский, Дегтяревский, Жастковский, Кромовский, Крутоярский, Наростянский, Нивнянский, Слищенский, Струженский.